# Granville Perkins

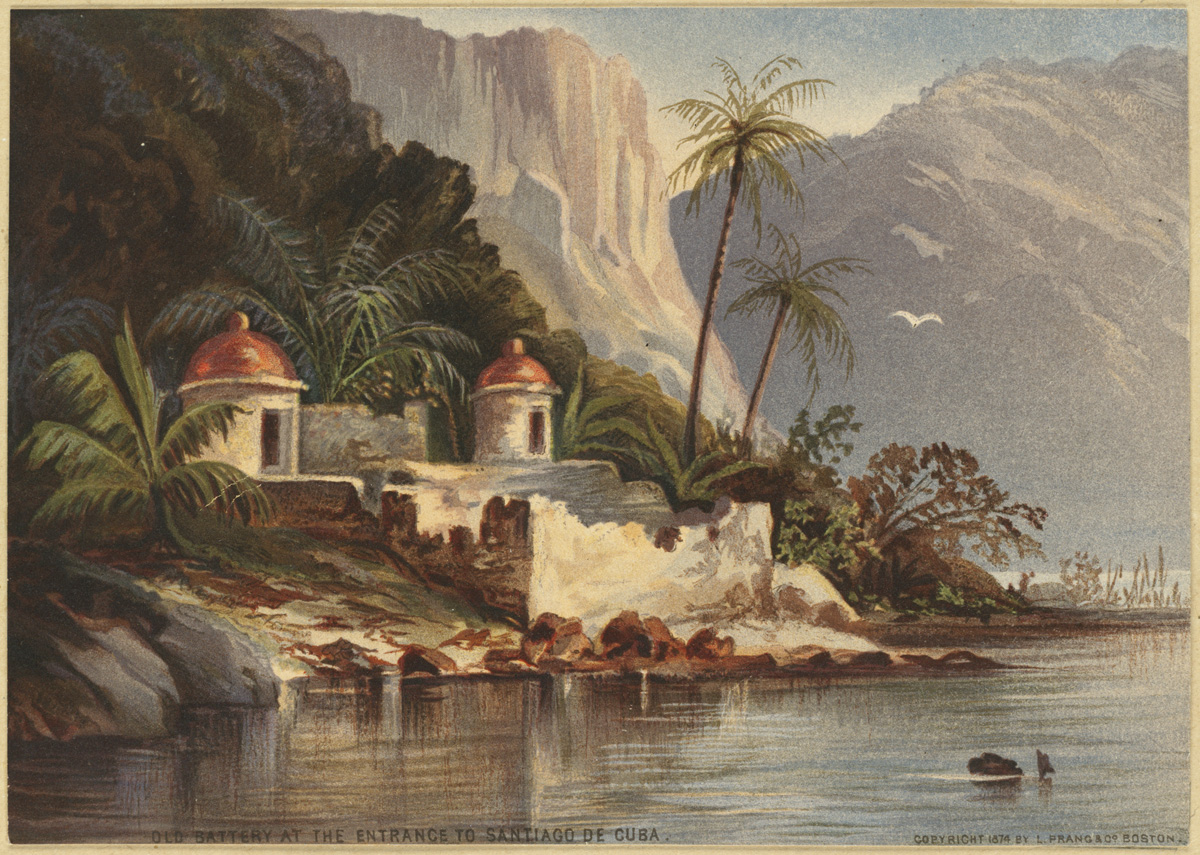
La vieille batterie à Santiago de Cuba

Granville Perkins (né à Baltimore le 16 octobre 1830, mort à New York en 1895) est un peintre et un illustrateur américain.

## Biographie
Granville Perkins est élève de James Hamilton à Philadelphie. Sa prédilection va à la peinture de paysages et aux marines, et il peint également des décors de théâtre. Parallèlement à son activité de peintre et d'aquarelliste, il fournit des illustrations à divers journaux américains tel le Harper's Weekly ou le Frank Leslie's Illustrated News.

## Sources
- (en) Biographie de Granville Perkins
- Notices d'autorité :   - VIAF
  - ISNI
  - LCCN
  - WorldCat
- Ressources relatives aux beaux-arts :   - Bénézit
  - British Museum
  - Musée d'Orsay
  - RKDartists
  - Union List of Artist Names